# 813 (association)
 (décembre 2023).
Si vous disposez d'ouvrages ou d'articles de référence ou si vous connaissez des sites web de qualité traitant du thème abordé ici, merci de compléter l'article en donnant les références utiles à sa vérifiabilité et en les liant à la section « Notes et références ».
Pour les articles homonymes, voir 813 (homonymie).
813 : les amis des littératures policières est une association française créée en 1980 qui regroupe des amateurs de littérature policière. Elle publie dès ses débuts une revue consacrée au genre.

## Description
813 : les amis des littératures policières est la première association européenne des amateurs de littérature policière sous toutes ses formes. Elle regroupe plus de 800 membres, auteurs, éditeurs, journalistes, libraires ou « simples » lecteurs afin de partager, et de faire partager une passion commune : le genre policier, ses grands noms, ses classiques, son histoire mais aussi ses « illustres inconnus ». Son siège social est à Paris. Son nom provient du roman 813 des aventures d'Arsène Lupin.

### Objectifs
Depuis 40 ans, cette association poursuit plusieurs buts :
- L’étude et la redécouverte des littératures policières par un travail d’analyse de spécialistes ou d’universitaires au sein de la revue, le soutien à la publication de livres ou de fac-similé…
- Sa promotion auprès de l’extérieur par la diffusion de la revue, la création d’une exposition permanente, l’organisation et la participation à des manifestations littéraires…

### Présidence
Les présidents qui se sont succédé sont, par ordre chronologique :
- 1980-1983 : Alain Demouzon
- 1983-1986 : Pierre Lebedel
- 1986-1987 : Jean-François Vilar
- 1987-1989 : Olivier Trouillas
- 1989-1992 : Michel Lebrun : élu président d'honneur en 1995
- 1992-1995 : François Guérif
- 1995-1998 : Claude Mesplède
- 1998-2007 : Jean-Louis Touchant
- 2007-2016 : Hervé Delouche
- 2016 : Corinne Naidet

## Publication
813 édite chaque trimestre une revue pour ses membres et abonnés. En 30 ans, cette publication s'est imposée comme la première revue sur les  littératures  policières  en langue française[réf. nécessaire]. La revue aborde l’actualité du genre ainsi que des œuvres méconnues à travers chroniques, reportages, interviews et dossiers thématiques.

## Trophées 813
Chaque année, à la suite du vote de l’ensemble des adhérents, sont décernés lors de l'assemblée générale de l'association, les Trophées 813 :
- le Trophée du meilleur roman francophone ou recueil de nouvelles
- le Trophée Michèle Witta du meilleur roman étranger ou recueil de nouvelles étrangères
- le Trophée Maurice Renault (visant à récompenser un ouvrage critique ou d’étude)
- le Trophée Bande dessinée

Ces prix sont devenus, en 30 ans d’existence, le témoignage des évolutions du genre policier en France comme à l’étranger.